# ویلفرد تزیجر
سر ویلفرد پاتریک تزیجر (به انگلیسی: Sir Wilfred Patrick Thesiger) (زاده ۱۹۱۰ – درگذشته ۲۰۰۳) صحرانورد و نویسنده سفرنامهٔ بریتانیایی بود. شهرت او به خاطر دوبار عبور پیاده از صحرای ربع‌الخالی و نیز دو کتابش به نام‌های شن‌های عربی و عرب‌های هور است. وی در امارات متحده عربی به نام «مبارک بن لندن» مشهور است.

## زندگی و فعالیت
او در آدیس آبابا به دنیا آمد و بخشی از دوران کودکی را در حبشه گذراند. در انگلستان به کالج ایتن رفت و در جنگ جهانی دوم در ارتش بریتانیا خدمت کرد و مدال گرفت. پس از جنگ به عنوان کارشناس مبارزه با ملخ به حبشه و شبه جزیره عربستان رفت و از مناطق مختلف عربستان سعودی و امارات و عمان و عراق و ایران دیدن کرد. همجنین وی به پاکستان و غرب آفریقا و فرانسه و کنیا سفر کرد. سفرهایی در آسیا داشت و به منطقه بختیاری ایران هم رفت. مدتی با عرب‌های هورنشین عراق زندگی کرد.

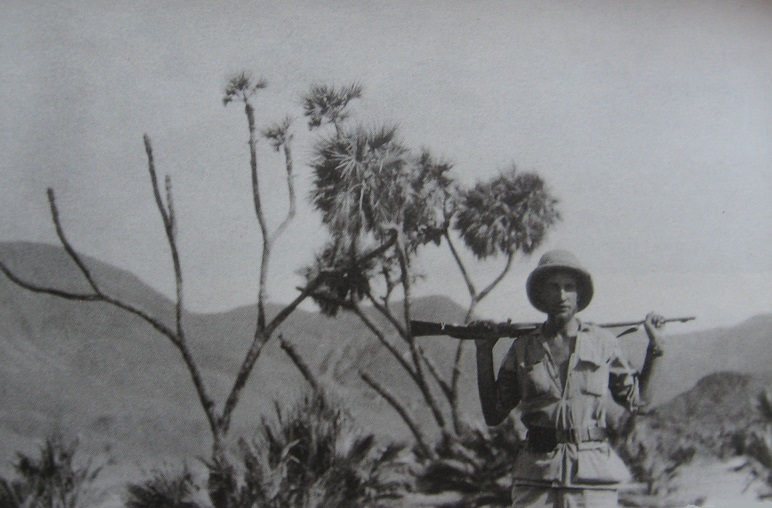

در سال ۱۹۳۰ به دعوت امپراتور هایله سلاسی هنگام تاج‌گذاری وی بار دیگر به آفریقا برگشت. در سال ۱۹۳۵ در سودان، دارفور و سر چشمه‌های رود نیل در ارتش بریتانیا با درجه سرهنگ خدمت کرد.

### افغانستان و پاکستان
در سال ۱۹۹۸، او خاطرات سفر خود را با عنوان «Among the Mountains: Travels Through Asia: «در میان کوه‌ها: سفرهایی در آسیا» منتشر کرد که جزئیات سفرهایش در افغانستان و شمال پاکستان را شرح می‌داد. او در افغانستان و پاکستان به مناطق نورستان، هزاره‌ستان، چترال و مناطق قبایلی رفته و عکس‌های فراوان و مشاهدات میدانی داشته است. سیجر با تکیه بر یادداشت‌های روزانهٔ خود، مشاهدات دست‌اولی از این مناطق کوهستانی و نواحی کمتر شناخته‌شده برای غربیان، ارائه می‌دهد. او به توصیف دقیق مناظر طبیعی، شیوهٔ زندگی مردم محلی، ساختار اجتماعی و فرهنگ بومی می‌پردازد و شرایط سخت جغرافیایی و اقلیمی این نواحی را با نثری واقع‌گرایانه و مستند بازگو می‌کند. این روایت‌ها نه‌تنها تصویر روشنی از افغانستان دهه‌های میانی قرن بیستم به دست می‌دهد، بلکه از منظر مردم‌شناسی و جغرافیای انسانی نیز منبعی ارزشمند به‌شمار می‌رود.

### عبور از ربع‌الخالی
وی توانست همراه با دوستان عرب بادیه‌نشین خود دوبار از صحرای ربع‌الخالی عبور کند. در سفر اول از شهر عدن به دبی و ابوظبی رفت. در شهر العین با شیخ زاید بن آل نهیان آشنا شد. شیخ زاید، بعد از آشنایی با مبارک بن لندن برای عبور از صحرای ربع‌الخالی به وی کمک‌های مالی کرد و چند قطعه سلاح از جمله تفنگ، خنجر و غیره از اسلحهٔ سرد و گرم نیز به او هدیه کرد. ویلفرد تزیجر توانست در سال‌های ۱۹۴۵ و ۱۹۵۰، همراه با دوستان عرب بادیه‌نشین خود دو بار از صحرای بزرگ ربع الخالی عبور کند.
در این عبور بزرگ دوتن از افراد قبیلهٔ الرواشد بدوهای ساکنان اطراف صحرای ربع‌الخالی بنام‌های: «سالم بن کبینة الراشدی» و «سالم بن غبیشة الراشدی» راهنمای وی بودند. همچنین گروه دیکر نیز از بدوهای بادیه‌نشین وی را همراهی می‌کردند. «مبارک بن لندن» بدعوت شیخ زاید بن سلطان آل نهیان رئیس دولت امارات متحده عربی در سال ۱۹۷۷ از ابوظبی دیدن کرد. در این دیدار شیخ زاید مدال درجهٔ یک اتحاد به پاداش زحمات وی در اکتشاف مناطق مختلف شبه جزیره عربستان و همچنین دوبار گذشتن از صحرای ربع الخالی به وی عطا کرد.
ویلفرد تزیجر در سال ۱۹۹۵ لقب سر دریافت کرد. او در ۲۴ اوت سال ۲۰۰۳ در ۹۳ سالگی در گذشت.

### رفقای عرب مبارک بن لندن
- سالم بن کبینة
- سالم بن غبیشة

### مناطق مهمی که قبل از عبور ربع الخالی از آن‌ها عبور کردند
- کوه‌های حجر
- جبل الکور
- بارق
- تهامة.
- صبیا.
- المویجعی
- واحه لیوا
- سبخه مطی
- جبال القرا
- رمال آل وهیبه
- جده حراسیس
- رمله الغافه
- رمله غنیم
- صلاله
- مکلا
- سلیل
- الساحل المتصالحة
- بریمی
- أم الزمول
- رمال أم السمیم المتحرکة
- بهلاء
- وادی العین
- وادی الأسود
- حوشی
- خور ویر
- قسمیم
- قرة
- شیسور
- أم الحیط
- موغشین
- بئر الحلو
- خور بن عتریت
- رملة الربض
- عروق الشیبه[۲]
- منوخ
- حسی
- الجلدة
- عروق الزیزاء
- القعامیات (وسط الربع الخالی)
- بنی مرضی
- رمال الدهنا
- السلیل
- رمال النفوذ
- طبیق
- لیلی (روستای کوچکی در طرف الربع الخالی)
- جبرین
- بلق
- قطوف
- بئر ذیبی
- ظفیر
- ابوظبی